# Tylophora rupestris
Tylophora rupestris är en oleanderväxtart som beskrevs av Carl Ludwig von Blume. Tylophora rupestris ingår i släktet Tylophora och familjen oleanderväxter. Inga underarter finns listade i Catalogue of Life.